# Uranotaenia geometrica
Uranotaenia geometrica är en tvåvingeart som beskrevs av Theobald 1901. Uranotaenia geometrica ingår i släktet Uranotaenia och familjen stickmyggor. Inga underarter finns listade i Catalogue of Life.